# سوزان خواتمي
سوزان خواتمي هي كاتبة سورية من مدينة حلب، مقيمة في دولة الكويت، درست العلوم الطبيعية، وتعمل في مجال الصحافة. عملت في مجال الصحافة في كل من: جريدة النهار و جريدة الكويتية وموقع آراء الإلكتروني، والمتخصصة في إصدار عدد من المجلات.

## أعمالها
1. ذاكرة من ورق 1999 مجموعة قصصية صادرة عن دار سعاد الصباح.
2. كل شيء عن الحب 2001 مجموعة قصصية صادرة عن دار سعاد الصباح.
3. فسيفساء امرأة 2004 مجموعة قصصية صادرة عن اتحاد الكتاب العرب.[1]
4. قبلة خرساء : صوت يصعد شجر الحكاية 2006 مجموعة قصصية صادرة عن دار قدمس للنشر والتوزيع
5. نشرت عام 2017 مجموعة من القصص ضمن كتاب جماعي بعنوان (امنحني 9 كلمات) صادر عن دار فراشة / الكويت [2]
6. ربع وقت: رواية صادرة عن دار ميم عام 2020 [3]
7. مرصد المتاهة: مجموعة مشتركة صادرة عن دار تكوين 2020
8. رواية ربع وقت صادرة عن دار ميم 2020

## الإنجازات
- حازت عام 1993على الجائزة الأولى بمسابقة دار سعاد الصباح الأدبية عن«رسالة إلى شهيد».
- حازت عام 2002 على الجائزة الثالثة في مسابقة القصة القصيرة لمدينة الرقة.
- ساهمت مع آخرين عام 2005 في تأسيس موقع جدار الذي تم تطويره فيما بعد ليصبح جدار الجريدة الإلكترونية المعروفة.
- اشتركت نهاية عام 2008 مع الشاعر خلف علي الخلف والناقد حامد بن عقيل في تأسيس دار جدار للثقافة والنشر في مدينة الإسكندرية.
- أثناء عملها كمحررة ثقافية في كل من(موقع جدار، القبس، النهار، الكويتية) كتبت مجموعة مقالات تحمل عنوان(جهة الزرقة) ثم (الخ)
- نشرت قصصها ومقالاتها في العديد من الصحف والمجالات العربية وقد ترجمت بعضها إلى لغات أخرى[4]